# Mindura fritzei
Mindura fritzei är en insektsart som beskrevs av Haupt 1918. Mindura fritzei ingår i släktet Mindura och familjen Nogodinidae. Inga underarter finns listade i Catalogue of Life.